# Dromius quadrimaculatus
Dromius quadrimaculatus es una especie de escarabajo de la familia Carabidae.

## Distribución geográfica
Se distribuye por Europa y el noroeste de Oriente Próximo.